# Raïon de Tomachpil
Le raïon de Tomachpil (ukrainien : Томашпільський район) est une subdivision administrative de l'oblast de Vinnytsia, dans l'Ouest de l'Ukraine. Son centre administratif est la ville de Tomachpil.